# Zita Frydrychová
Zita Doležalová rozená Frydrychová (* 3. prosince 1991, Česko) je česká gymnastka, která se specializuje na skákání na trampolínách.
Trénuje v oddílu Trampolíny Liberec. V roce 2012 se zúčastnila Letních olympijských her v Londýně. Závodila v kategorii žen a s 76,560 body obsadila 15. místo.